# Fedeli d'Amore
Fedeli d'Amore è il nome della setta iniziatica di cui avrebbero fatto parte Dante Alighieri e Guido Cavalcanti, una sorta di ramificazione dell'Ordine Templare.

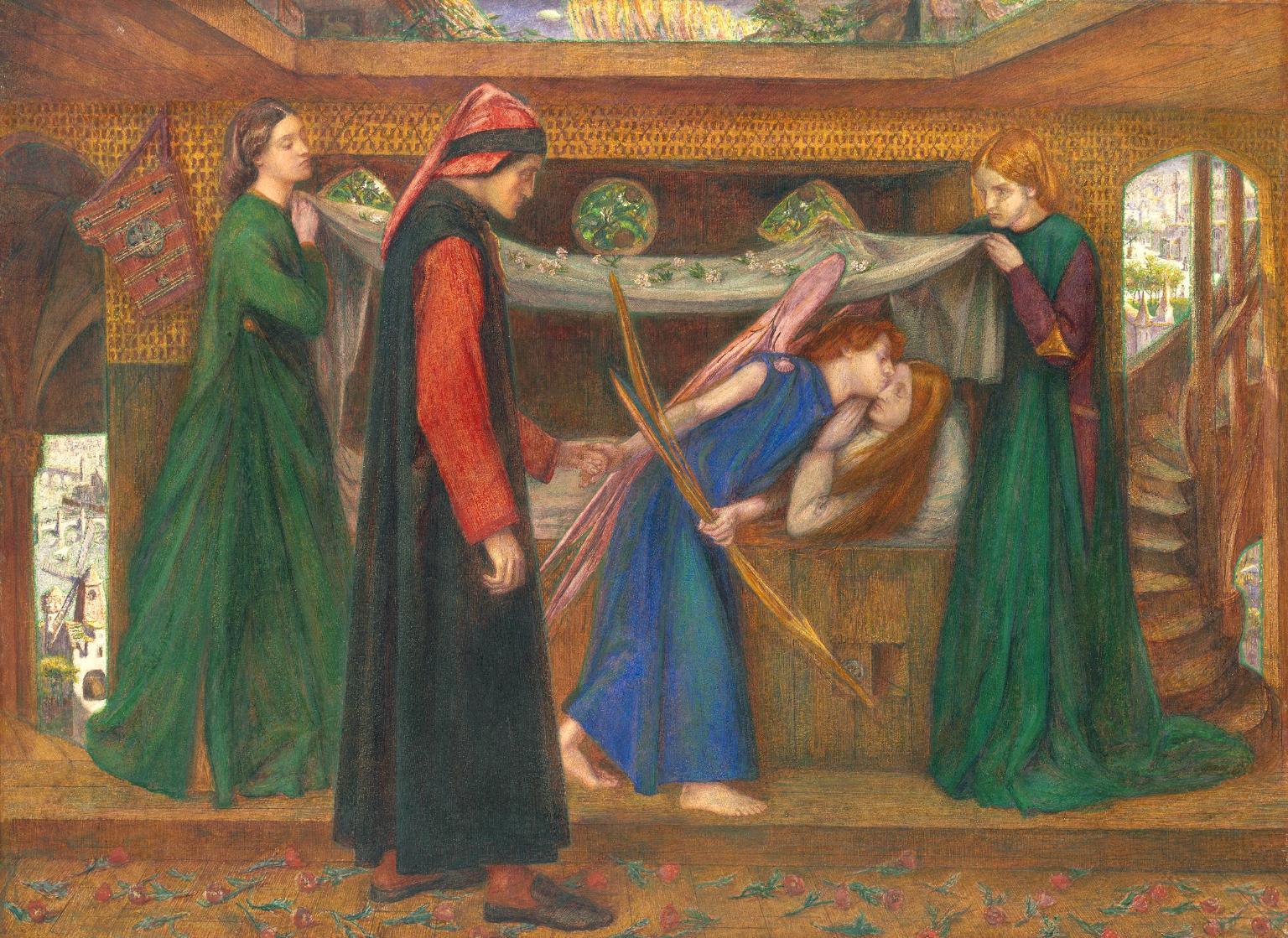
Il sogno di Dante, di Gabriel Rossetti (1856)

## Documentazione
A oggi non si ha documentazione diretta dell'esistenza di questa setta, se non la tesi di molti studiosi tra cui Luigi Valli che a tal proposito ha scritto il saggio Il linguaggio segreto di Dante e dei Fedeli d'Amore, ma anche L'esoterismo di Dante di René Guénon e il saggio più contemporaneo Dante e i Fedeli d'Amore di Renzo Manetti. La stessa tesi viene sostenuta nel film Il mistero di Dante diretto da Louis Nero. 
(Dante Alighieri, Vita Nova I, 20)
La studiosa Adriana Mazzarella afferma che Dante fosse diventato il capo dei Fedeli d'Amore dopo l'uscita di Guido Cavalcanti. Come lei stessa afferma non vi sono notizie storiche in merito, ma ciò sembra trasparire tra le righe della Vita Nova di Dante. Il linguaggio dei Fedeli d'Amore sarebbe stato veicolato tramite la poesia dello Stilnovo.
Lo storico medievalista Franco Cardini ha, tuttavia, argomentato che la supposta appartenenza di Dante a tale gruppo è frutto di una mistificazione tardo-romantica, complice una non corretta valutazione dell'apporto neoplatonico al pensiero cristiano medievale.
René Guenon afferma che Francesco da Barberino e Giovanni Boccaccio facessero parte dei Fedeli d'amore.

## Struttura interna e pensiero
Dante definisce «Fedeli d'Amore» nella Vita Nova coloro ai quali sono destinati i suoi versi e gli unici in grado di comprenderne il significato. Secondo la recente tesi di Manetti i Fedeli d'Amore sarebbero una confraternita più che una setta, forse un terz'ordine laico affiliato al Tempio, dal quale aveva bisogno di protezione contro i sospetti dell'Inquisizione. Il linguaggio dei Fedeli d'Amore e le allegorie che usano sarebbero analoghe a quelle delle confraternite iniziatiche dei Sufi e dei mistici ebraici, ben documentate storicamente. Secondo Guénon gli stessi Stilnovisti avrebbero avuto contatti con i Templari e le dottrine dei Sufi, confraternite che insegnavano agli adepti le tecniche per raggiungere l'estasi, la dissociazione dello spirito dal corpo per raggiungere la visione dell'Assoluto inesprimibile, che è l'itinerario stesso della Divina Commedia.
L'ordine gerarchico interno era diviso in sette gradi della scala iniziatica che corrispondono ai sette pianeti e alle sette arti liberali. Le iniziazioni si svolgevano a Pasqua, lo stesso periodo in cui si svolge il racconto della Divina commedia.